# Karl Latteyer
Karl Latteyer (* 5. Juli 1884 in Frankfurt am Main; † 1. Dezember 1959 in Ludwigshafen am Rhein) war ein deutscher Architekt.

## Leben
Latteyer lebte und arbeitete in Ludwigshafen am Rhein. Er diente von 1916 bis 1918 als Pionier im Ersten Weltkrieg.
Im Laufe seines Berufslebens war er in verschiedenen Bürogemeinschaften oder Sozietäten tätig: „Latteyer und Schuler“ (mit Karl Schuler), „Latteyer und Schneider“ (mit Hans Schneider), „Latteyer und Koch“ (mit Alfred Koch).

## Bauten und Entwürfe
- 1900: Wohnhaus Frankenstraße 11 in Frankenthal (Pfalz) (Klinkerbau, teilweise Fachwerk; unter Denkmalschutz)
 Die Liste der Kulturdenkmäler in Frankenthal (Pfalz) benennt als Architekten des Hauses Latteyer. Da Karl Latteyer zu dieser Zeit erst 16 Jahre alt war, muss sich die Angabe entweder auf einen anderen Architekten gleichen Namens oder auf eine spätere Baumaßnahme durch Karl Latteyer beziehen.
- 1914: Bebauungsplan für Ludwigshafen-Gartenstadt (mit Karl Schuler)
- 1921–1922: Turmaufsatz der evangelischen Pfarrkirche bzw. Klosterkirche in Lambrecht (Pfalz)
- 1922: Wettbewerbsentwurf für ein Kriegerdenkmal in Maikammer (prämiert mit dem 1. Preis)[4]
- 1922–1923: Wohnsiedlung der Gemeinnützigen AG für Wohnungsbau für Arbeiter und Angestellte in Ludwigshafen, in der Denkmalzone Max-Reger-Straße (mit Hans Schneider)

Häuser Brucknerstraße 4–10 (gerade Nummern), Max-Reger-Straße 1–14, Rottstraße 55–63 (ungerade Nummern); viergeschossige Baublöcke mit Attikageschossen und Walmdächern, zweigeschossige Reihenhäuser mit Walmdächern, Torbau sowie dreigeschossiger Häuserblock, rückwärtige Loggien, historisierende Gestaltungselemente, teilweise mit expressionistischen Details
- 1923: Erweiterung der evangelischen Pfarrkirche in Altleiningen
 mit wuchtigem Dachreiter
- 1924: Wettbewerbsentwurf für die St.-Joseph-Kirche in Ludwigshafen (mit Hans Schneider; prämiert mit dem 1. Preis, nicht ausgeführt)[5]
- 1924–1925: Weingut in Nierstein
- 1925: zwei Wettbewerbsentwürfe für die Umbauung des Karl-Reiß-Platzes in Mannheim (nicht ausgeführt)[6]
  - Entwurf mit Hans Schneider (prämiert mit dem 1. Preis)
  - Entwurf mit Hans Schneider und Bausch (prämiert mit dem 3. Preis)
- 1926: evangelische Kirche in Bolanden
 neobarocker Walmdachbau
- 1930: St.-Georg-Brunnen in Speyer
 als Kriegerdenkmal für die 515 im Ersten Weltkrieg gefallenen Speyerer Soldaten; plastischer Schmuck von Bildhauer William Ohly (Frankfurt am Main); Kupfertreibarbeiten aus der Metallwerkstatt Ferdinand Gröb (Frankfurt am Main)
- 1930–1931 Erlöserkirche in Ludwigshafen (mit Otto Schittenhelm)
- 1930–1931: Friedenskirche in Ludwigshafen (mit Hans Schneider)[7]
- 1931: Vorhalle und Turm der evangelischen Pfarrkirche in Kleinkarlbach
- 1954–1956: Wiederaufbau der Erlöserkirche in Ludwigshafen (mit Alfred Koch)
- 1952: Johannes-Ronge-Haus in Ludwigshafen
- 1952–1953: Tankstelle in Ludwigshafen-Oggersheim (mit Alfred Koch)
- 1954: evangelische Pfarrkirche in Waldsee (Pfalz)

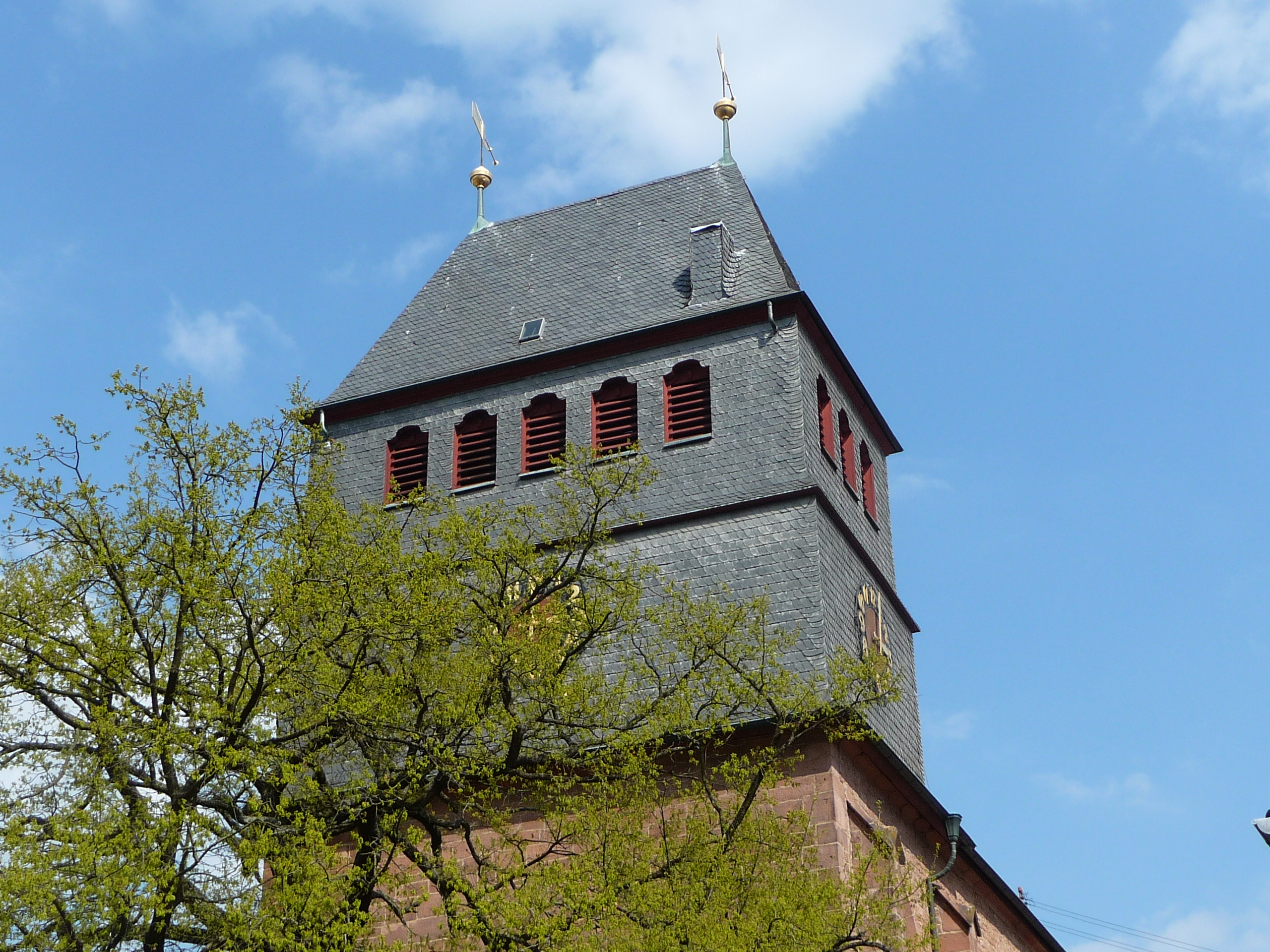
Turmaufsatz der Klosterkirche Lambrecht
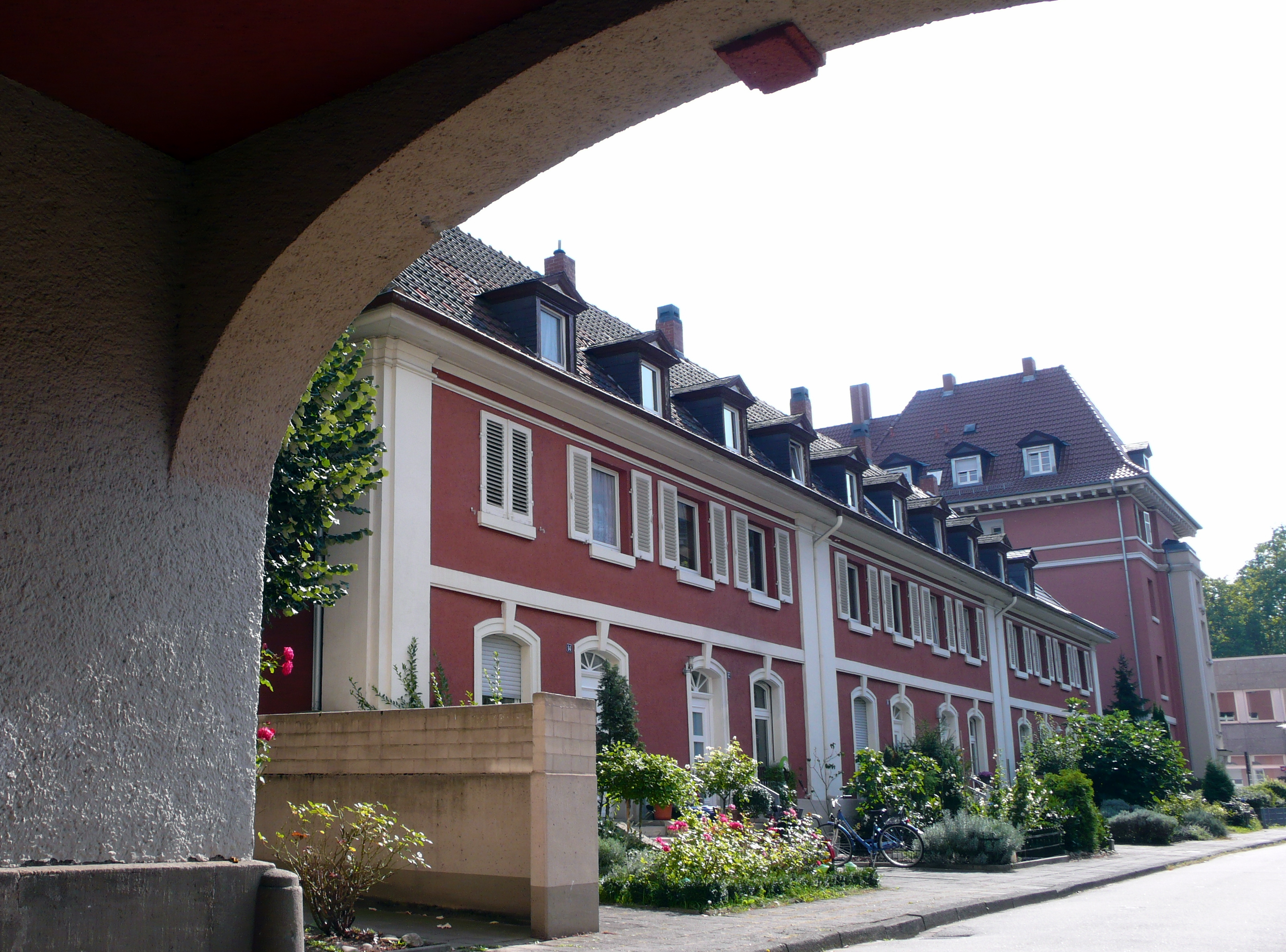
Denkmalzone Max-Reger-Straße
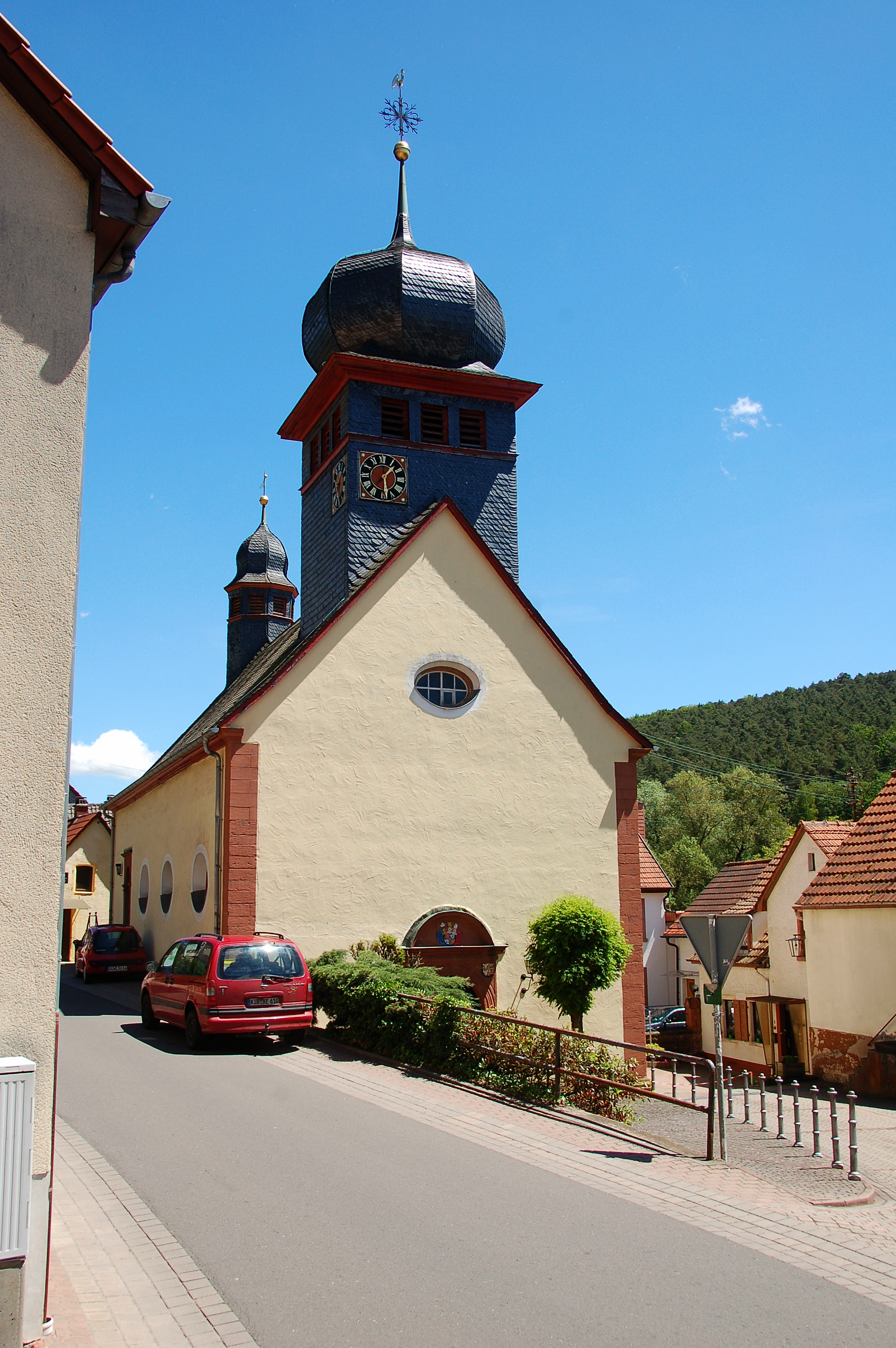
Evangelische Pfarrkirche Altleiningen
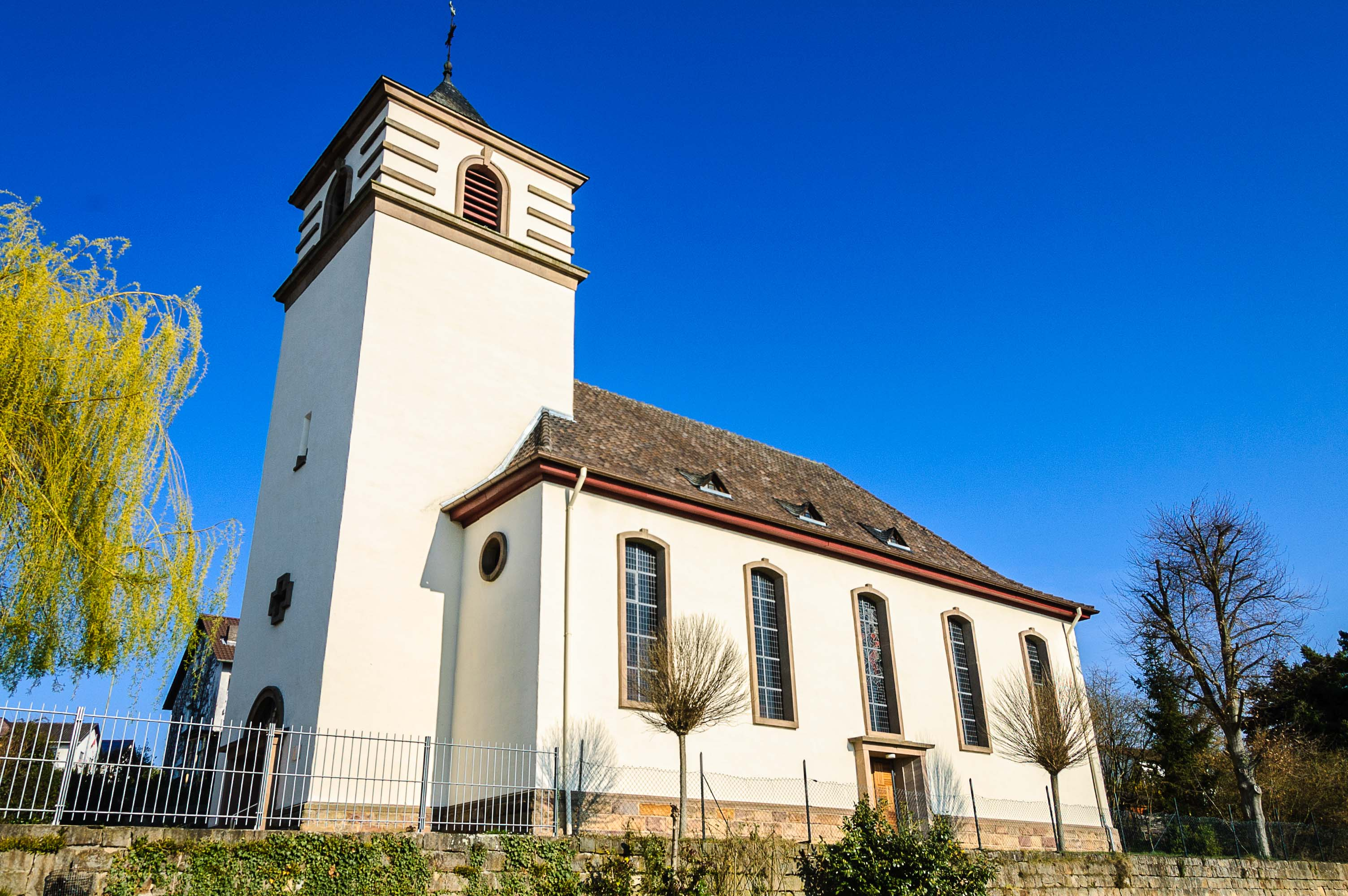
Evangelische Kirche Bolanden
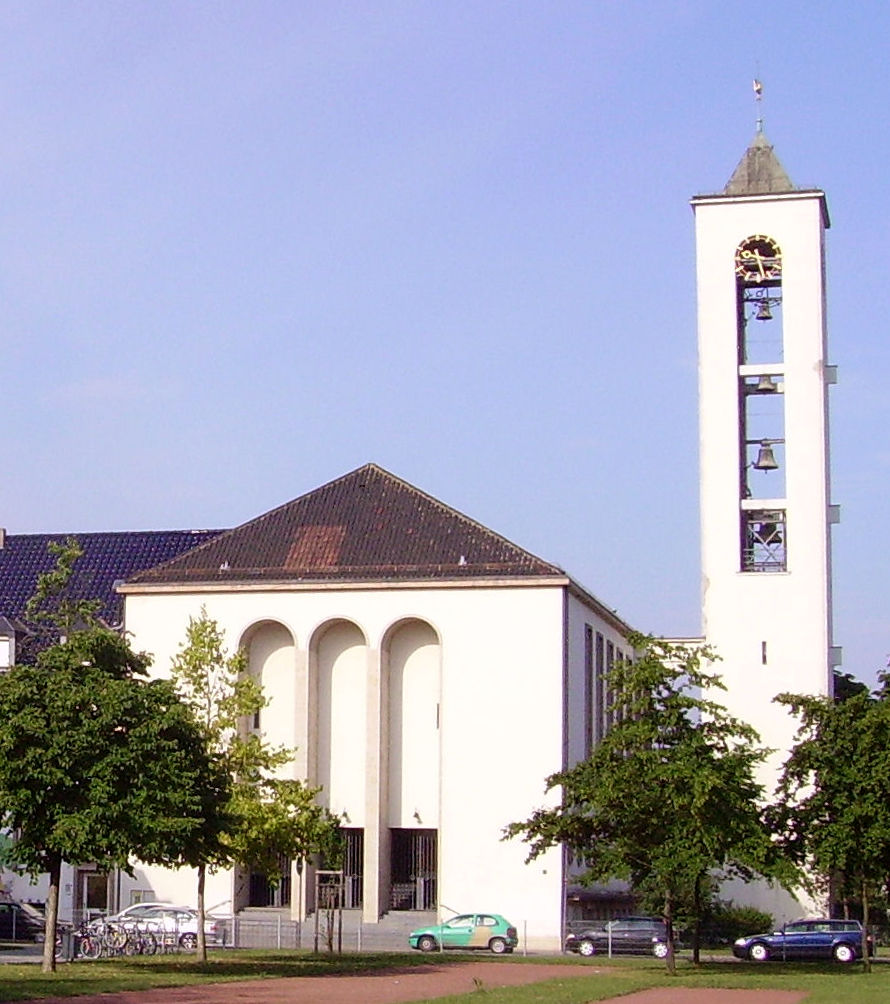
Erlöserkirche in Ludwigshafen-Gartenstadt
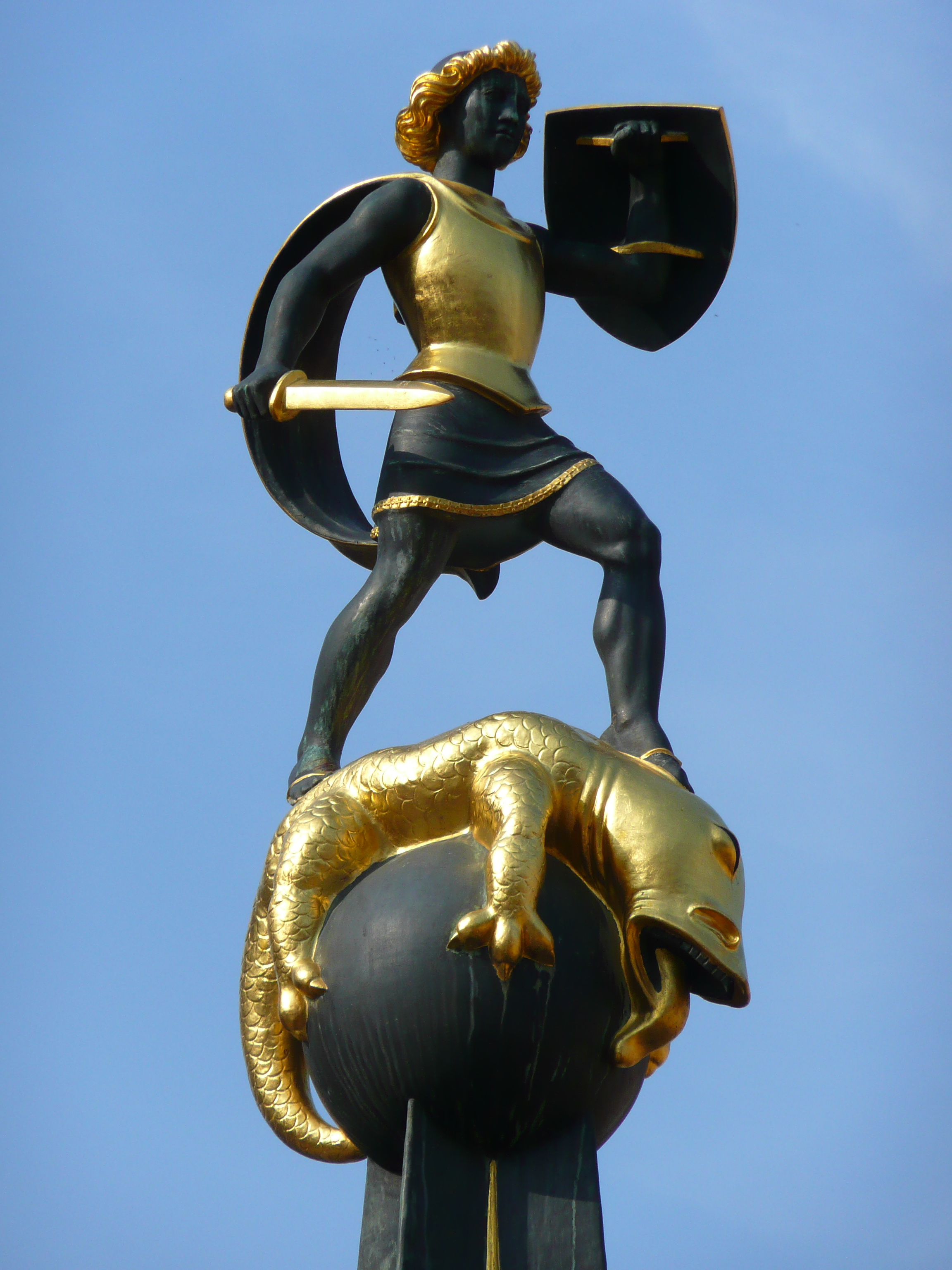
Skulptur des Hl. Georg in Speyer
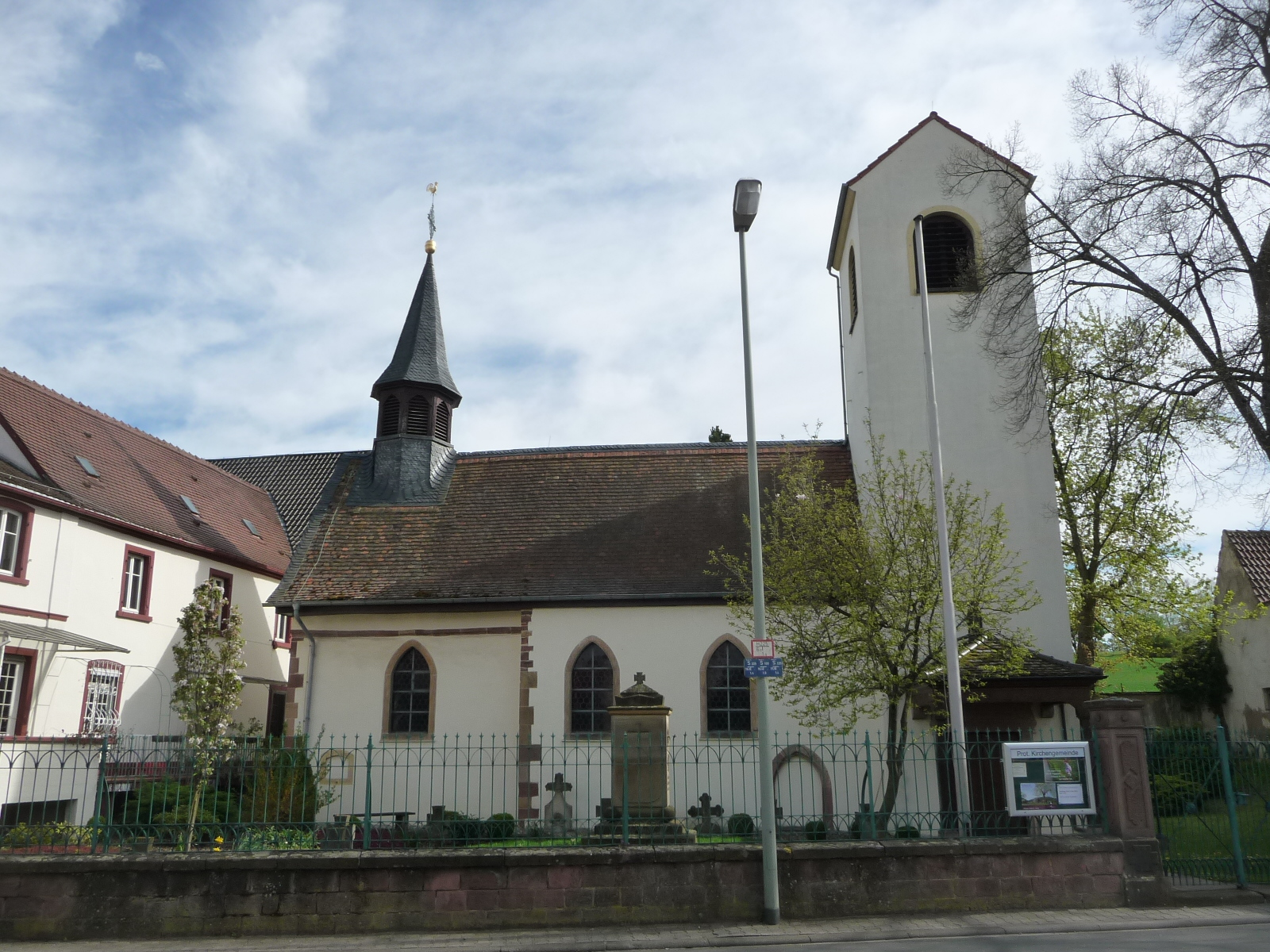
Kirche in Kleinkarlbach
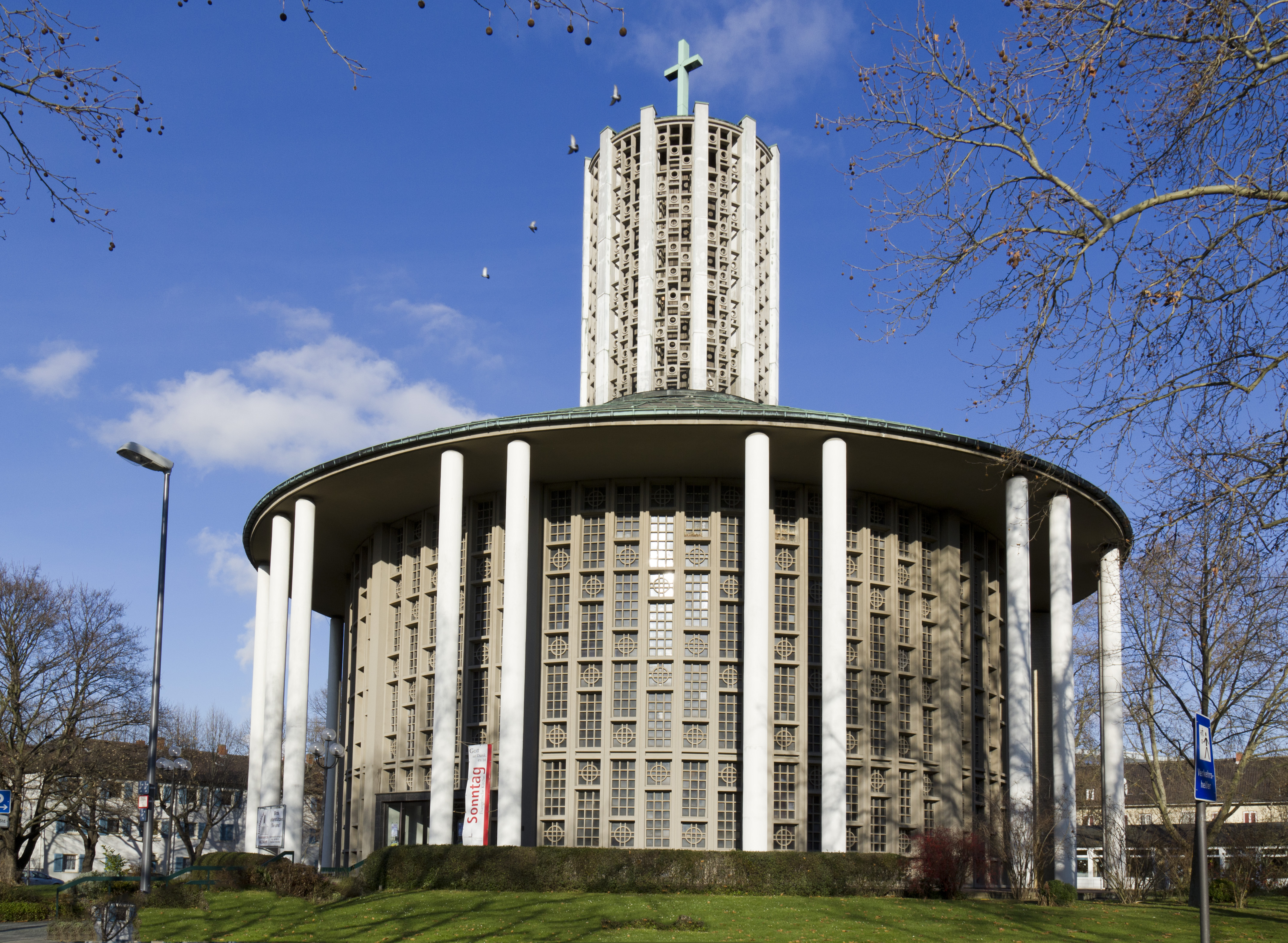
Friedenskirche in Ludwigshafen
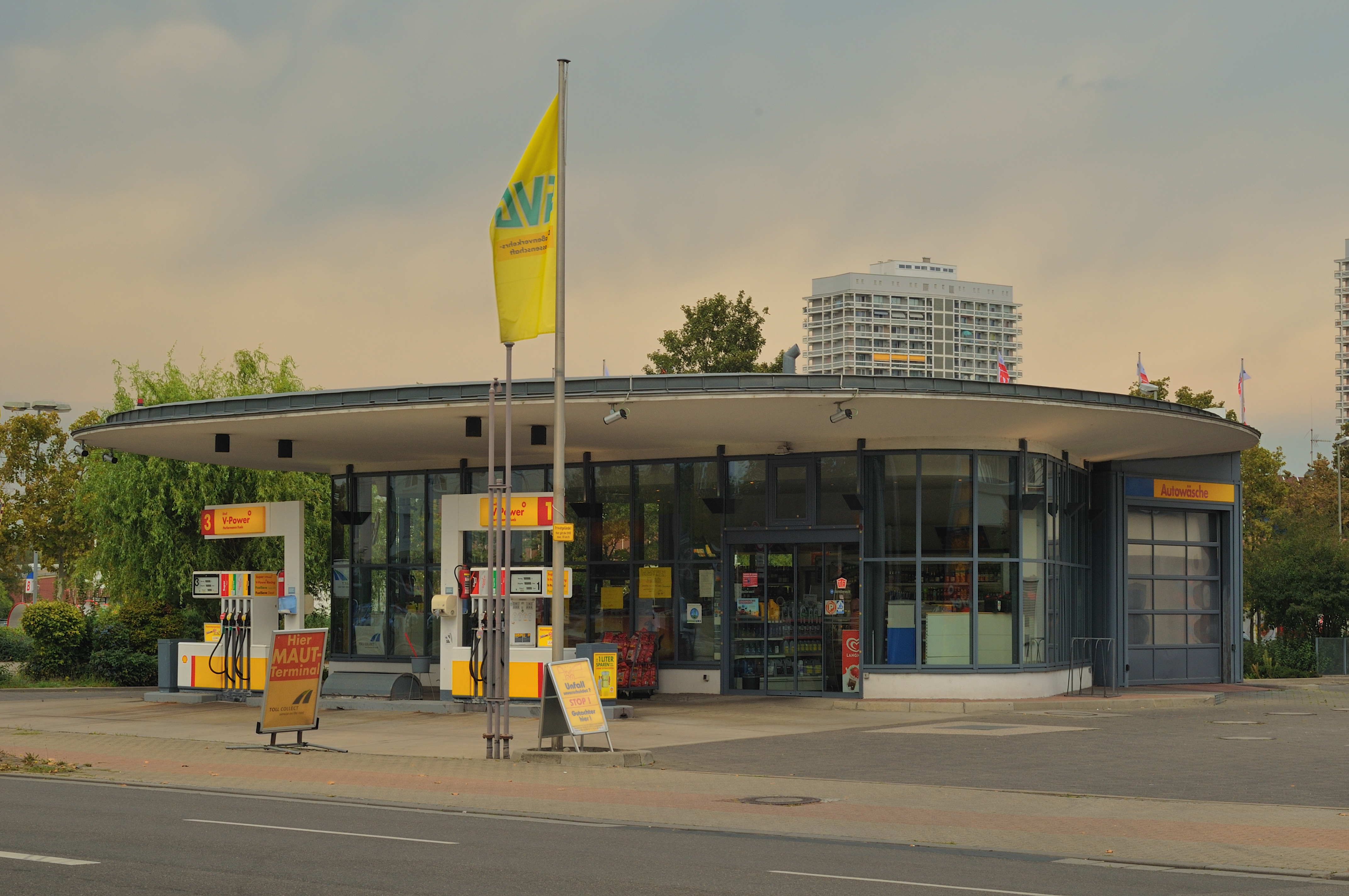
Tankstelle in Ludwigshafen-Oggersheim
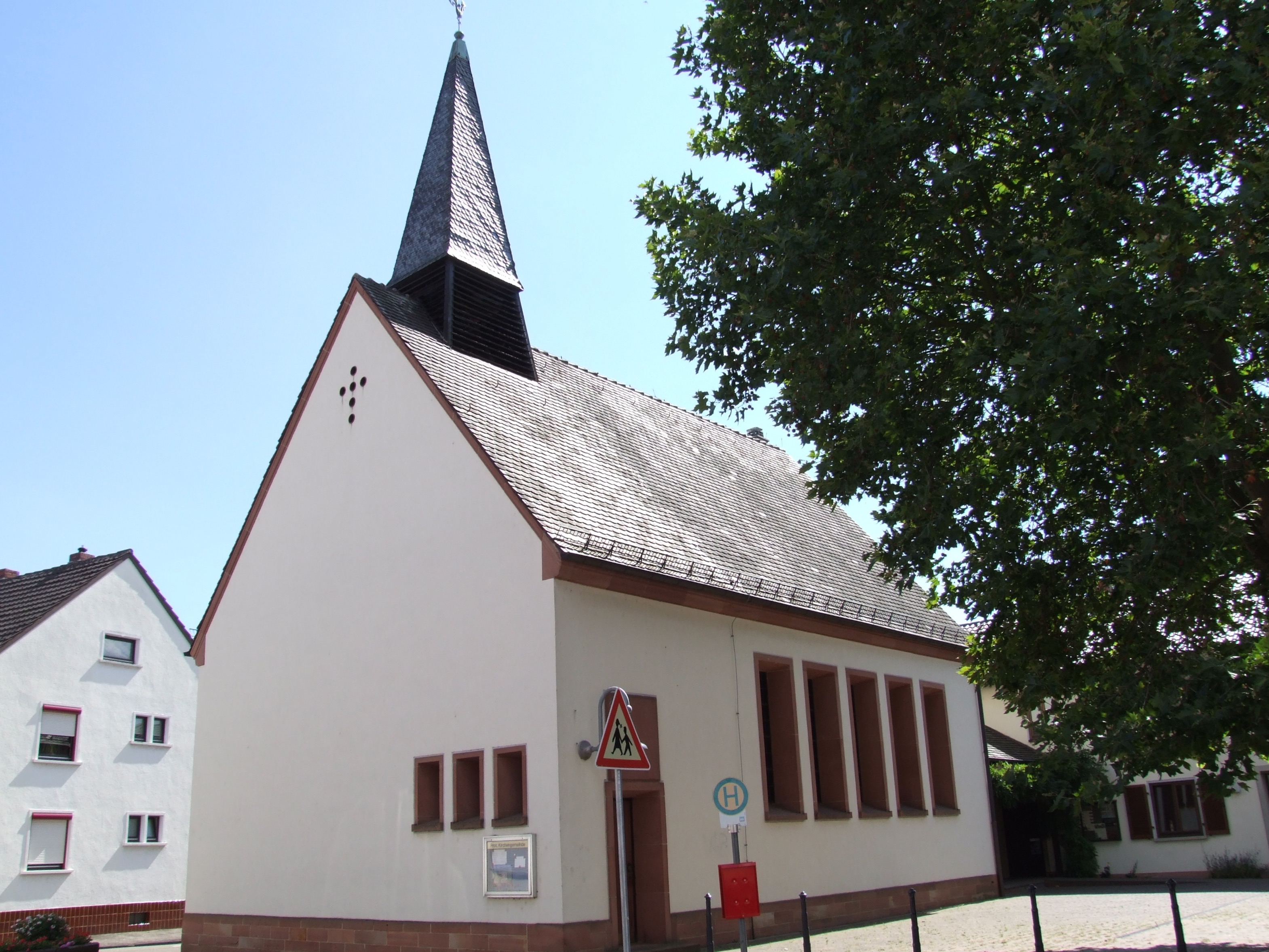
Evangelische Kirche in Waldsee (Pfalz)